# Porphyrinia boursini
Porphyrinia boursini är en fjärilsart som beskrevs av Bytinsky-salz 1937. Porphyrinia boursini ingår i släktet Porphyrinia och familjen nattflyn. Inga underarter finns listade i Catalogue of Life.